# De Beker van Avillis
De Beker van Avillis is een fantasyboek van de Britse schrijfster Tanith Lee uit 1975.
Companions on the Road (Companions on the Road) werd in 1980 in het Nederlands uitgegeven door uitgeverij Het Goede Boek onder de naam De Beker van Avillis. In 1993 werd het boek opnieuw uitgebracht door uitgeverij Piramide onder de naam Schimmen in de Duisternis.

## Verhaal
Na een jarenlange oorlog en een maandenlang beleg is de duistere citadel Avillis gevallen. De Heer van Avillis stond bekend als een zwarte magiër, en hetzelfde gold voor zijn zoon en dochter. Alle drie kwamen ze om in de inname en plundering van Avillis, maar hun kwaadaardigheid blijft.
Kachil, Feluce en Havor stelen een gouden beker uit de brandende citadel van Avillis. Feluce heeft als onderofficier aan Havors zijde gevochten en is een nogal verwaande man. Kachil heeft een "vossengezicht" en gedraagt zich schichtig als een echte dief. Ze keren terug naar het Zuiden met de beker maar lijken te worden achtervolgd door drie spookachtige gedaanten te paard.
Kachil wordt ziek, en bij aankomst in de stad waar ze willen overnachten heeft hij hoge koorts. 's Nachts droomt hij dat de drie ruiters hem te grazen nemen en de volgende ochtend vinden Feluce en Havor hem dood in zijn bed. De nacht daarna overnachten ze in een ruïne en Feluce droomt dat de drie ruiters hem uitnodigen voor het eten maar hem vervolgens verdrinken in een vijver. De nacht erna vindt Havor hem: in zijn slaap was Feluce gaan slaapwandelen, een vijver ingelopen en verdronken.
Havor realiseert zich dat de beker de boosdoener moet zijn. Hij kan hem niet achterlaten want dan vervloekt de beker de gehele omgeving. Maar hij durft niet meer te slapen omdat de Heer van Avillis en zijn zoon en dochter immers Feluce en Kachil in hun slaap te grazen hadden genomen. Havor rijdt steeds verder naar het zuiden, lijdend aan hallucinaties door slaapgebrek, en probeert zich op een of andere manier van de vloek te bevrijden...